# Lasaeidae
Die Lasaeidae sind eine Muschel-Familie aus der Überordnung der Imparidentia. Es sind frei bewegliche Formen oder Kommensalen, die zusammen mit Krustentieren, Stachelhäutern oder Vielborstern leben. Die ältesten Vertreter der Familie stammen aus Ablagerungen der Kreide.

## Merkmale
Die gleichklappigen Gehäuse sind meist klein bis sehr klein (max. 30 mm, meist unter 10 mm). Sie sind nur mäßig ungleichseitig. Die Wirbel stehen etwas hinter oder auch leicht vor der Mittellinie. Die Wirbel sind klein bis wenig hervortretend und können nach vorne oder auch nach hinten eingerollt sein. Die Gehäuse sind im Umriss gerundet quadratisch, eiförmig oder auch gerundet dreieckig, gelegentlich auch etwas schief. Eine Lunula und eine Area fehlen meist.
Das Ligament ist parvivinkular und opisthodetisch. Es sitzt auf einer kleinen Nymphe. Intern kann ein kleiner Resilifer (Ligamentträger) vorhanden sein. Die Schlossplatte ist typischerweise unter den Wirbeln v-förmig eingerückt. Das Schloss weist nur wenige Zähne auf, bis zwei Hauptzähne und laminare Seitenzähne. Die Schließmuskeln sind etwa gleich groß, selten auch etwas ungleichgroß. Die Mantellinie ist nicht eingebuchtet.
Die aragonitischen Schalen sind dünn, durchscheinend und zerbrechlich. Die Oberfläche ist meist glatt, oder zeigt nur Anwachsstreifen. Seltener kommen auch radiale Rippen oder Streifen oder kräftigere randparallele Wülste vor. Das Periostracum ist ein dünner, gelegentlich auch etwas dickerer Überzug.
Der innere Mantel ist meist stark verlängert und kann die Klappen mehr oder weniger komplett bedecken. Gewöhnlich kann er aber noch zurückgezogen werden und das Gehäuse noch geschlossen werden. Häufig sind Sinnestentakeln vorhanden. Der Fuß ist gewöhnlich groß, seitlich eingeengt und weist eine plane Sohle auf. Bei den meisten Arten ist die Byssusdrüse noch vorhanden, sie kann in einigen Arten zumindest im Adultstadium auch fehlen. Die Kiemen sind eulamellibranch und gewöhnlich gleichseitig bezogen auf die Längsachse. Das äußere Blatt kann aber auch schmaler sein.

## Geographische Verbreitung, Lebensraum und Lebensweise
Die Vertreter der Lasaeidae sind weltweit vom flachen Wasser bis in tiefere Bereiche verbreitet.
Sie leben als Kommensalen oder auch als Parasiten auf größeren Tieren (Krebsen, Stachelhäutern, Anneliden, Ascidien u. a.).
Die Arten sind protogyne Hermaphroditen oder auch simultane Zwitter. Sogar Selbstbefruchtung wurde bei einigen Arten beobachtet. Die Vertreter der Lasaeidae sind Suspensionsfresser, entweder frei lebend (in Kelpwäldern, auf Seepocken, auf Algenrasen, Steinen oder Felsen, oder in Felsenspalten und unter Steinen) oder als Kommensalen mit Krustentieren, Käferschnecken, Seegurken, Seeigeln, Seesternen und Vielbortstern. Sie können sich mit ihrem Fuß rasch fortbewegen oder auch mit Byssus anheften.

## Taxonomie
Das Taxon wurde 1842 von John Edward Gray als Lasiadae aufgestellt. MolluscaBase stellt die von vielen Autoren noch als selbständige Familie aufgefassten Leptonidae Gray, 1847 als Synonym zu den Lasaeidae. Ein jüngeres Synonym ist auch Erycinidae Deshayes, 1850, zudem ein jüngeres Homonym von Erycinidae Swainson, 1827, das auf Erycina Fabricius, 1807 (Lepidoptera) beruht. Seit einiger Zeit wird auch die frühere Familie Montacutidae als Unterfamilie Montacutinae zu den Lasaeidae gestellt. Es bleibt noch etwas abzuwarten, ob sich dieser Systematik bestätigt.
- Familie Lasaeidae J. E. Gray, 1842
  - Aligena H. C. Lea, 1843
  - Amerycina Chavan, 1969
  - †Anomalokellia Cossmann, 1887
  - Arculus Monterosato, 1909
  - Arthritica Finlay, 1926
    - Arthritica bifurca (Webster, 1908)
    - Arthritica crassiformis Powell, 1933

  - Boreacola F. R. Bernard, 1979
  - Bornia R. A. Philippi, 1836
    - Bornia aartseni Gofas, 2012
    - Bornia balalaika Cosel, 1995
    - Bornia canariensi Hoeksema & Simons, 2012
    - Bornia geoffroyi (Payraudeau, 1826)
    - Bornia sebetia Costa, 1830

  - Borniola Iredale, 1924
  - Ceratobornia Dall, 1899
  - Cicatellia Laseron, 1956
  - Diarmaidia Valentich-Scott, 2012
  - Erycina Lamarck, 1805
  - †Glibertia Van der Muelen, 1951
  - Gullerina Valentich-Scott, Coan & Zelaya, 2020
  - Hemilepton Cossmann & Peyrot, 1911
    - Rundliche Koffermuschel (Hemilepton nitidum (Turton, 1823))

  - Hitia Dall, Bartsch & Rehder, 1938
  - Hyalokellia Habe, 1960
  - Isorobitella Keen, 1962
  - Kamekia Kuroda & Habe, 1971
  - Kaneoha Dall, Bartsch & Rehder, 1938
  - Kellia W. Turton, 1822
  - Lasaea Brown, 1827
    - Lasaea adansoni (Gmelin, 1791)

  - †Lasaeina Cossmann, 1912
  - Lepton Turton, 1822
    - Durchsichtige Koffermuschel (Lepton squamosum (Montagu, 1803))

  - Lozouetia Cosel, 1995
  - Melliteryx Iredale, 1924
  - Myllita d’Orbigny & Récluz, 1850
  - Neaeromya Gabb, 1873
  - Nesobornia Dall, Bartsch & Rehder, 1938
  - Orobitella Dall, 1900
  - Parabornia Boss, 1965
  - Paraborniola Habe, 1958
  - †Planikellia Cossmann, 1887
  - Platomysia Habe, 1951
  - Pristes Carpenter, 1864
  - Properycina Cerulli Irelli, 1908
  - Pseudokellya Pelseneer, 1903
  - Pseudopythina P. Fischer, 1878
    - Pseudopythina macandrewi (P. H. Fischer, 1867)

  - Pythinella Dall, 1899
  - Radobornia Dall, Bartsch & Rehder, 1938
  - Rhamphidonta F. R. Bernard, 1975
  - Sagamikellia Kuroda & Habe, 1971
  - Salpocola Lützen, Kosuge & Jespersen, 2008
  - Scacchia Philippi, 1844
    - Scacchia oblonga Philippi, 1836

  - †Semeloidea Bartrum & Powell, 1928
  - Thraciokellia Kuroda & Habe, 1971

## Belege